# Chiesa di Santa Maria Assunta (Massa e Cozzile)
La chiesa di Santa Maria Assunta è un edificio sacro che si trova nel comune di Massa e Cozzile, nel capoluogo Massa, e appartiene alla diocesi di Pescia.

## Storia e descrizione
La chiesa è ricordata già nel 787, e poi di nuovo nel 976 dove veniva segnata come pieve. Della costruzione romanica restano solo il lato sinistro e la torre campanaria. Alla base della torre si apre un arco che forse permetteva, in origine, l'accesso a un chiostro. L'edificio subì nel Cinquecento una ristrutturazione che comportò la costruzione dell'elegante portico in facciata e della cupola sopra il presbiterio. 
L'interno a tre navate divise da colonne conserva una Madonna con il Bambino in terracotta invetriata di scuola robbiana e, tra altre opere, un dipinto raffigurante la Deposizione della Croce, del 1582, di Sebastiano Vini, una tavola con l'Assunta e i Santi Sebastiano e Rocco di Giovanni Maria Butteri, documentata al 1591, e una tela con il Crocifisso e Santi, firmata e datata 1632 da Domenico Masuoli.
La chiesa possiede un organo di Pietro Agosti del 1785, rifatto dai Tronci nella seconda metà dell'Ottocento.
Sul piedistallo in pietra serena dell'altare è stato scolpito lo stemma della famiglia Pasquini, a cui apparteneva Bernardo Pasquini (nativo proprio della frazione), si tratta di una torre sorretta da due leoni con sfondo bianco, ed è una variazione dello stemma della famiglia Fiaschi, da cui i Pasquini vantavano discendenza.